# Trieux
Trieux – miejscowość i gmina we Francji, w regionie Grand Est, w departamencie Meurthe i Mozela.
Według danych na rok 1990 gminę zamieszkiwało 1859 osób, a gęstość zaludnienia wynosiła 216 osób/km² (wśród 2335 gmin Lotaryngii Trieux plasuje się na 224. miejscu pod względem liczby ludności, natomiast pod względem powierzchni na miejscu 700.).